# Ásó

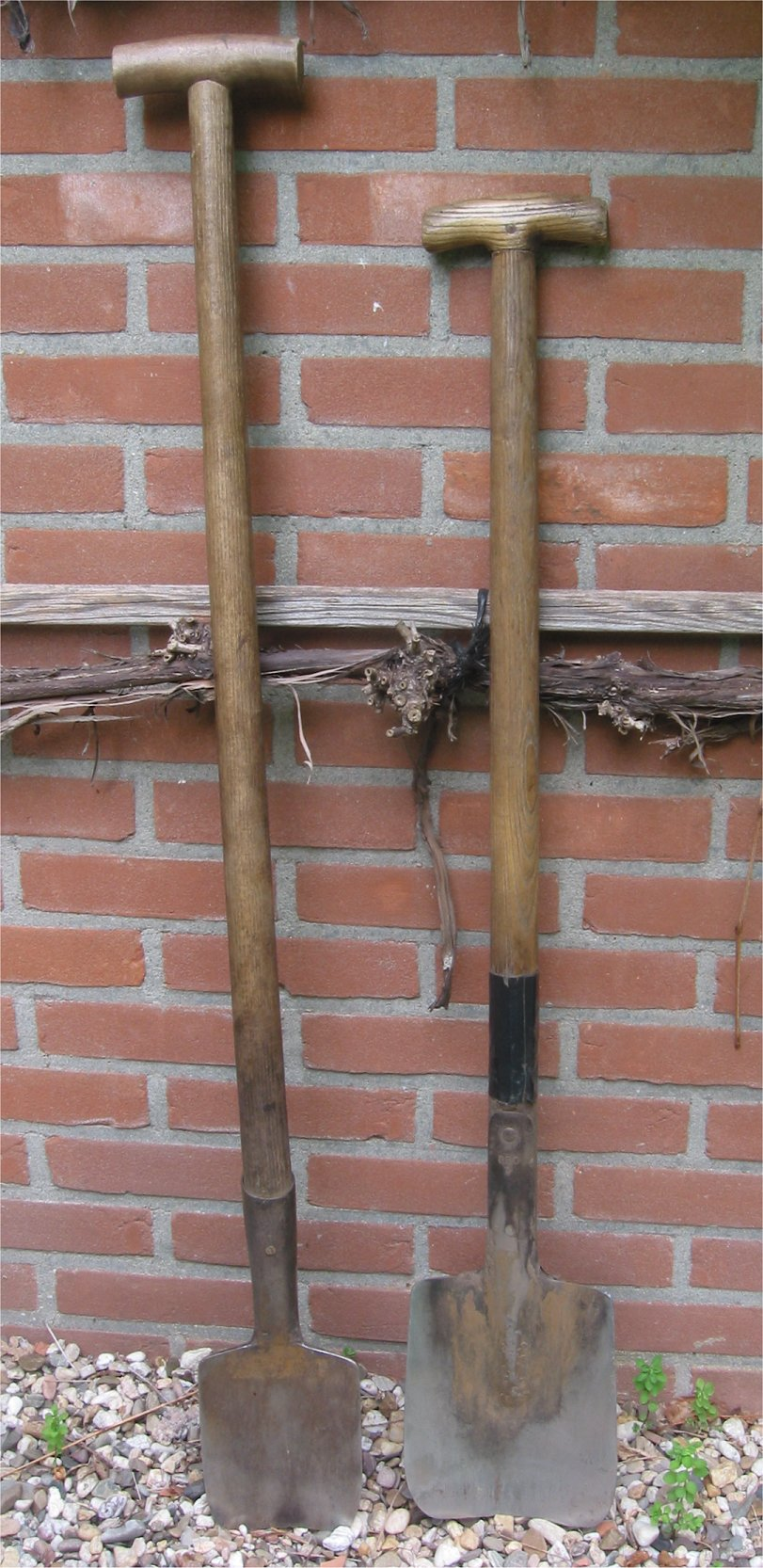
Ásók

Az ásó a talaj lazítására és keverésére szolgáló kézi eszköz, ma már főleg kertművelésnél van szerepe. Archaikus elődje az ásóbot volt. Majd régészeti leletekként vaspapucsos falemez ásófejek kerültek felszínre, e vasélű faásók még a 20. század elején is alkalmazásban voltak a fejlődésben elmaradottabb vidékeken. Az eke elterjedése szorította ki a szántóföldi művelésből, és leginkább a kertekben alkalmazták, de a szántásra nem megfelelő hegyvidéki területeken (Felföld, Erdély) továbbra is a gabonaneműek vetése előtti talaj-előkészítő eszköz maradt. Falusi kovácsok készítették, majd a mezőgazdasági ipar fejlődésével gyárak termékválasztékában és katalógusaiban is szerepeltek a tájegységenként eltérő, a talajminőséghez igazodó fej- és nyélformájú ásók – némelyik a talp kímélése céljából az ásófejre vagy a nyélre erősített kengyellel ellátva. Jelentős talajkitermelő eszköze volt a 19. században a Dél-Alföld kubikosainak.
Általában a szerszámot 3–4 mm vastag, 15–20 cm széles és 20–30 cm hosszú, alul csapott, gömbölyű vagy hegyes végű acéllap képezi, melyhez a lap egyenes irányú folytatásában többnyire fogantyúval rendelkező 0,7–1 m hosszú, 2,5-3,5 cm vastag fa nyél van erősítve. Az ásók átlagos súlya 1-2,5 kg.
Az ásási munkánál a lap nyomásával a talajt merőleges irányban szétmetszik, a nyél lenyomásával vízszintes irányban is elválasztják, az ásó gyors elforgatásával pedig oldalt átforgatják,  ennek következtében keverik. A munkás az ásóval 20–25 cm mély munkánál a talaj típusától függően naponta 80-200 négyzetméter területet művel meg.

## Gyalogsági ásók
A katonaságnál az utászok egy része közönséges ásót vitt magával. A Magyar Honvédségnél korábban minden gyalog- és vadászszázad 99 embere gyalogsági (Linnemann-féle) ásóval volt ellátva. Ez az ásó nyéllel együtt csak 50 cm hosszú, nem hegyes, hanem lapátszerű. Igen rugalmas acélból készült homorú lapátlapjának alsó széle kétfelől, jobb széle pedig csak belső oldalán van élezve, bal széle fűrészszerűen van kireszelve, így ez az ásó balta és fűrész gyanánt is használható. Nyelének csekély hosszúságánál fogva állva, térdelve és guggolva is. Ezáltal az ellenség közelében dolgozó csapatok kisebb veszteségeket szenvednek, mintha a hagyományos, hosszú nyelű ásóval állva dolgoznának. A gyalogsági ásó fűrészével 8 cm vastag ágakat is el lehet fűrészelni, baltaként használva 2 cm vastag fák kivágására alkalmas. Hossza (50 cm) mértékül is szolgál. Bőrtokban tárolják, így hordozás közben a ruházatot nem koptatja. Tokkal együtt az ásó súlya egy kilogramm. A gyalogsági ásóval a gyalogság lövészfedezékeket, osztagárkokat, lövészgödröket: fákból és földből alkotott fedezékeket készít, hasznát veszi ezen kivül a tereptárgyak védelemre való elrendezésekor, valamint táborozás alatt is (főzőcsatornák készítésekor, tüzelőfa beszerzésekor, stb.). Stanley expedíciója is Linnemann-féle ásókkal volt ellátva, és az észak-amerikai prémvadászok nélkülözhetetlen felszerelésüknek tekintették.